# حشره‌خوار دم‌کوتاه آسیایی (سرده)
حشره‌خوار دم‌کوتاه آسیایی (سرده) (نام علمی: Blarinella) نام یک سرده از زیرخانواده حشره‌خوارهای دندان‌سرخ است.

## گونه‌ها
- حشره‌خوار دم‌کوتاه هندوچین (Blarinella griselda)
- حشره‌خوار دم‌کوتاه آسیایی (Blarinella quadraticauda)
- حشره‌خوار دم‌کوتاه برمه (Blarinella wardi)